# Leslie Rowley Hill
Leslie Rowley Hill, britanski general, * 1884, † 1974.